# エドレッド
エドレッド（Edred, またはEadred, Aedred, 923年頃 - 955年11月23日）は、イングランド王（在位：946年5月26日 - 955年11月23日）。「weak-in-the-feet」としても知られる。

## 生涯
エドワード長兄王と3人目の妻エドギフ（またはエドギヴァ。ケントのエアルドルマン、シゲルムの娘）の息子。兄のエドマンド1世を継いでイングランド王となる。兄たち同様、エドレッドもヴァイキングに対して軍事成功をおさめた。エドレッドは大変信仰篤い人物であったが、体がとても弱かった。晩年は辛うじてジュースを飲み、食べ物を咀嚼するくらいしかできなかった。955年11月23日、サマセットのフルーム（Frome）で亡くなり、ウィンチェスターのオールドミンスター大聖堂（Old Minster）に埋葬された。独身で死んだため、子供はおらず、甥のエドウィ（エドマンド1世の息子）が王位を継承した。